# IC 2168
IC 2168 је двојна звијезда у сазвјежђу Кочијаш која се налази на листи објеката дубоког неба у Индекс каталогу.
Деклинација објекта је + 44° 41' 10" а ректасцензија 6h 33m 47,7s.